# Antony and the Johnsons (album)
Antony and the Johnsons è il primo album discografico del gruppo musicale Antony and the Johnsons, registrato nel 1998 e pubblicato nel 2000 dall'etichetta Durtro di David Tibet.

## Reissue
Una reissue dell'album è stata pubblicata dalla Secretly Canadian nel 2004

## Singoli
Cripple and the Starfish è stato il primo singolo estratto (pubblicato nel 1998).

## Dediche
Il brano Divine è dedicato a Divine, pseudonimo come drag queen di  Harris Glenn Milstead.

## Tracce
Tutte le tracce sono state scritte da Antony Hegarty.
1. Twilight – 3:49
2. Cripple and the Starfish – 4:11
3. Hitler in My Heart – 3:32
4. Atrocities – 3:53
5. River of Sorrow – 4:03
6. Rapture – 3:57
7. Deeper than Love – 4:40
8. Divine – 3:13
9. Blue Angel – 3:35

## Formazione
- Antony Hegarty - voce, piano, produzione
- François Gehin - basso
- Vicky Leavitt - violoncello
- William Basinski - clarinetto
- Barb Morrison - clarinetto, sax
- Todd Cohen - batteria
- Alan Douches, Erika Larsen, Rich Lamb, Roger Fife, Steve Regina - ingegneri e tecnici
- Mariana Davenport - flauto
- Charles Neiland - chitarra, effetti
- Baby Dee - arpa
- Denis Blackham - masterizzazione
- Hahn Rowe - mixaggio (tracce 1, 6, 8, 9)
- Cady Finlayson, Liz Maranville - violini